# 구글 크롬
구글 크롬(Google Chrome)은 구글이 개발 중인 프리웨어 웹 브라우저이다. 크롬에서 사용 중인 웹킷 엔진을 애플이 복제하여 만든 블링크 엔진을 채용하고 있다. 크롬 버전 27까지는 애플이 개발한 웹킷 엔진을 구글이 그대로 이용했으나 버전 28 이후는 웹킷 엔진을 복제하여 만든 구글 자체 엔진을 탑재하였는데, 원소스를 베껴낸 후 코드를 수정하는 개발방식인 포크 형식으로 구글이 개발한 블링크 엔진을 사용하고 있다. 이때문에 구글은 원소스인 웹킷 엔진을 이용하는 대가로, 소스코드 라이선스는 애플이 결정하며 구글은 이에 따른다. 웹킷 엔진의 오픈소스 라이선스에 따라, 구글은 블링크 엔진을 오픈소스로 공개할 의무가 있어 구글 크롬의 엔진은 공개되어 있다. 구글 크롬은 간단하고 효율적인 사용자 인터페이스를 제공하며 현존하는 다른 웹 브라우저들에 비해 나은 안정성과 속도, 그리고 보안성을 갖는 것을 목표하고 있다. 2008년 9월 3일 마이크로소프트 윈도우용 베타 버전이 나왔으며, 2008년 12월 11일 첫 안정화 버전이 나왔다.
크롬이란 뜻은 원래 그래픽 사용자 인터페이스에서 창틀을 가리키는데, 여기서는 브라우저 틀 영역을 가리키며, 이 영역을 최소화시키자는 목표로 크롬이라고 이름을 지었다고 한다. 스탯카운터 통계 기준으로 2012년 5월부터 인터넷 익스플로러를 제치고 현재 전 세계에서 가장 많이 쓰이는 웹 브라우저이다.

## 역사

### 출시 발표
구글 크롬의 발표는 2008년 9월 2일에 하였으며 출시는 2008년 9월 3일에 예정되어 있었다. 구글 크롬의 특징을 설명하고 새로운 브라우저에 대한 관심을 유발시키기 위해 만화가 스콧 맥클라우드가 그린 만화가 저널리스트들과 블로거들에게 보내졌다.

### 발달
구글 크롬은 구글과 모질라 넷스케이프 포타블 런타임(Mozilla's Netscape Portable Runtime), 네트워크 보안 서비스(Network Security Service), NPAPI 이 밖에도 SQLite, 많은 오픈 소스를 통해 25개의 코드 라이브러리를 모아 만들어졌다.

### 버전 역사
|  | 오래된 버전 |  | 안정화 버전 |  | 베타 버전 |  | 개발자 버전 |  | 카나리아 버전 |

| 주요 버전     | 출시 날짜                                                                    | 레이아웃 버전 | V8 엔진 버전 | 운영체제 지원    | 중요 변경내용 |
| ------------- | ---------------------------------------------------------------------------- | ------------- | ------------ | ---------------- | --- |
| 0.2.149       | 2008-09-08                                                                   | 522           | 0.3          | 윈도우           | 첫 출시. |
| 0.3.154       | 2008-10-29                                                                   | 522           | 0.3          | 윈도우           | 플러그인과 웹 프록시의 성능 및 신뢰성 개선. 입력 칸을 위한 맞춤법 검사기 추가. 탭과 창 관리기능 개선. |
| 0.4.154       | 2008-11-24                                                                   | 525           | 0.3          | 윈도우           | 가져오기 및 내보내기 기능을 포함한 북마크 관리자 지원. 옵션에 개인정보 설정 추가. 팝업 차단 알림 방법 변경, 몇가지 보안기능 수정. |
| 1.0.154.36    | 2008-12-11                                                                   | 528           | 0.3          | 윈도우           | 첫 안정화 버전 출시. |
| 2.0.172.28    | 2009-05-21                                                                   | 530           | 0.4          | 윈도우           | 35% 더 빨라진 자바스크립트 속도 (SunSpider 벤치마크). 마우스 휠 지원. 전체화면 모드. 전체페이지 줌. 양식 자동완성. 북마크 제목순으로 정렬. 브라우저와 데스크톱 가장자리 탭 도킹. 기초적 그리스몽키 지원. |
| 3.0.195.21    | 2009-09-15                                                                   | 532           | 1.2          | 윈도우           | 맞춤화된 새로운 "새 탭 페이지". 25% 빨라진 자바스크립트 속도. HTML5의 비디오와 오디오 요소 지원. 가벼워진 테마. |
| 4.0.249.78    | 2010-01-25                                                                   | 532.5         | 1.3          | 윈도우           | 확장 프로그램, 북마크 동기화, 강화된 개발자 도구, 더 나아진 HTML5 지원, 더 나아진 성능, Acid3 테스트 모두 통과, HTTP 바이트 범위 지원, 늘어난 보안성과 교차 사이트 스크립팅을 방지하기 위한 실험적인 XSS 감시기능(Auditor) 새로 추가. |
| 4.1.249.1036  | 2010-03-17                                                                   | 532.5         | 1.3          | 윈도우           | 번역 정보막대, 새로운 개인정보 보호 기능, XSS 감시기능(Auditor) 비활성화. |
| 5.0.375.55    | 2010-05-25                                                                   | 533           | 2.1          | 윈도우 맥 리눅스 | 더 나아진 자바스크립트 기능, 브라우저 설정 동기화, 더 늘어난 HTML5 지원 (GPS API, 앱 캐시, 웹 소켓 그리고 파일 드래그 앤 드롭), 새로 만들어진 북마크 관리자, 통합된 어도비 플래시 플레이어. |
| 6.0.472.53    | 2010-09-02                                                                   | 534.3         | 2.2          | 윈도우 맥 리눅스 | 새롭고 간결화된 사용자 인터페이스와 간소화된 검색주소창, 새 탭 페이지, 하나로 합쳐진 메뉴 단추. 양식 자동완성. 확장 프로그램과 양식 자동완성 정보를 포함하는 확대된 동기화 기능. WebM형식 비디오 지원. 더 나아진 성능과 안정성. 내장된 PDF 지원 기능 (기본적으로 비활성화). |
| 7.0.517.43    | 2010-10-19                                                                   | 534.7         | 2.3.11.22    | 윈도우 맥 리눅스 | 몇백가지의 오류 수정과 함께 주로 안정화를 위해 출시. HTML5 파싱 알고리즘, 파일 API, 입력 요소를 통한 디렉토리 업로드 구현. 맥 OS X 버전에 사용자 인터페이스 자동화를 위한 애플스크립트 추가. SSL 소켓을 위한 후기 바인딩 활성화: 이제 높은 우선순위의 SSL 요청은 항상 서버에 먼저 보내짐. 쿠키를 관리 할 수 있는 새 옵션. 웹 애플리케이션 특징을 활성화 할 수 있도록 업데이트된 새 탭 페이지. |
| 8.0.552.215   | 2010-12-02                                                                   | 534.10        | 2.4.9.19     | 윈도우 맥 리눅스 | 크롬 웹스토어, 보안을 위해 크롬의 샌드박스 안에서 실행되는 내장 PDF 뷰어, 웹 애플리케이션을 포함하는 확대된 동기화 기능, 더 나아진 플러그인 조작. 그리고 이번 배포 버전에서는 순간 검색, 사이드 탭(윈도우 전용), 탭 구성 설정, 클릭 투 플레이, 백그라운드 웹 애플리케이션, 원격 설정, 오래된 플러그인 사용 안함, XSS 감시기능(Auditor), 클라우드 프린트 프록시, GPU 가속 합성, 캔버스 요소를 위한 WebGL 지원, 익스포제기능과 비슷한 "탭 오버리뷰" 모드 (맥 전용)와 같은 실험적 기능들이 나열된 "about:flags"가 추가되었다.                                                                             |
| 9.0.597.84    | 2011-02-03                                                                   | 534.13        | 2.5.9.6      | 윈도우 맥 리눅스 | 기본적으로 WebGL 활성화, 어도비 플래시 샌드박스 실행(윈도우 전용)과 순간검색 옵션. WebP 지원. 새로운 about:flags: 프린트 미리보기(Print Preview), GPU 가속 합성(GPU Accelerated Compositing), GPU 가속 캔버스 2D, 구글 네이티브 클라이언트(Google Native Client), CRX 없는 웹 앱(CRX-less Web Apps), 웹페이지 프리렌더링(Web Page Prerendering), 실험적 확장 프로그램 API(Experimental Extension APIs), 하이퍼링크 감시 비활성화. |
| 10.0.648.127  | 2011-03-08                                                                   | 534.16        | 3.0.12.30    | 윈도우 맥 리눅스 | 구글 클라우드 프린트 서명 인터페이스를 기본적으로 활성화. GPU 프로세스 샌드박스에서 실행 (현재 부분적으로 시행 중, v10 최종버전에 완성 예정이었으나 v11 최종버전으로 미루어짐). V8을 위한 개선된 컴파일러인 크랭크샤프트(Crankshaft) 통합으로 빨라진 자바스크립트 성능. 옵션 창 탭으로 변경. |
| 11.0.696.57   | 2011-04-27                                                                   | 534.24        | 3.1.8.16     | 윈도우 맥 리눅스 | HTML5의 음성 입력 API 지원. 아이콘 변경. |
| 12.0.742.91   | 2011-06-07                                                                   | 534.30        | 3.2.10.21    | 윈도우 맥 리눅스 | 탭 다중 선택 지원. Ctrl키를 누른 상태에서 탭을 마우스로 클릭하여 여러 탭을 선택할 수 있으며, 동시에 여러 작업을 한번에 처리할 때 사용함.(윈도우 전용) 3D CSS 하드웨어 가속. 악성 파일을 내려받기 하지 않음으로써 새로운 안전 브라우징 프로텍션(Safe Browsing Protection) 기능. 크롬 내부의 플래시 쿠키 삭제 기능. 검색주소창(Omnibox)에서 애플리케이션의 이름을 입력하여 애플리케이션 실행. 동기화를 옵션 창에 통합. 구글 기어스 삭제 및 Gmail, 구글 문서도구 등과 같은 HTML5의 오프라인 기능으로 대체. 매킨토시(Mac)에서 Command-Q를 입력했을 때 경고 추가. PDF 뷰어에 프린트 버튼, 세이브 버튼 추가. |
| 13.0.782.107  | 2011-08-02                                                                   | 535.1         | 3.3.10.30    | 윈도우 맥 리눅스 | 탭 그룹화(Tab Grouping). 웹페이지 프리렌더링(Prerendering). 실행 시 기존 탭에 초점(검색주소창에 이미 실행된 탭의 URL을 입력하면, 입력된 URL을 현재 탭에서 새로 실행하지 않고 이미 실행된 탭으로 초점을 이동함). 가속화된 2D 캔버스. 프린트 미리보기 개선 및 실험적 새 탭 페이지. |
| 14.0.835.163  | 2011-09-16                                                                   | 535.1         | 3.4.14.21    | 윈도우 맥 리눅스 | 크롬 웹 스토어에서 네이티브 클라이언트(NaCl) 애플리케이션이 적용됨. 웹 오디오 API 추가. 맥 OS X 라이언에서 추가적인 기능 지원. 모든 데이터에 대한 암호 동기화. 맥에서 프린트 미리보기 지원. 실험적 웹 요청 확장 API 추가. 실험적 콘텐츠 설정 확장 API 추가. HTTPS 사이트의 DNSSEC 검증. |
| 15.0.874.102  | 2011-10-25                                                                   | 535.2         | 3.5.10.22    | 윈도우 맥 리눅스 | 빨라진 인쇄 미리보기. 실험적 새 탭 페이지가 기본적으로 적용됨. 자바스크립트 전체 화면 API가 이제 기본적으로 적용됨. 검색주소창 역사 동기화. FFmpeg가 기본 VP8 디코더로 전환. 확장프로그램 관리자를 옵션 메뉴로 설정 |
| 16.0.912.63   | 2011-12-13                                                                   | 535.7         | 3.6.6.5      | 윈도우 맥 리눅스 | 다중 프로필 기본적으로 적용. 검색 엔진 설정 동기화. |
| 17.0.963.46   | 2012-02-08                                                                   | 535.11        | 3.7.12.29    | 윈도우 맥 리눅스 | 히스토리 탭 개선, 새로운 확장 API, 검색엔진 동기화 지원, 새 탭 버튼에서 "+" 삭제, 다운로드된 파일 보안 검사 기능추가 |
| 18.0.1025.142 | 2012-03-28                                                                   | 535.19        | 3.8.9.19     | 윈도우 맥 리눅스 | 새 탭 버튼 밝게 수정. GPU 가속을 지원하는 Canvas2D 그래픽 추가. SwiftShader를 통해 3D그래픽 가속 기능 지원 (WebGL). |
| 19.0.1084.46  | 2012-05-15                                                                   | 536.5         | 3.9.24.7     | 윈도우 맥 리눅스 | 실험기능으로 V8 엔진이 자바스크립트 Harmony (ECMAScript 6)를 지원함. 모든 기기에 페이지 동기화 기능. 새 탭 페이지 맨 아래에 Chrome Web Store 링크 추가. 철자 검사기능 추가 |
| 20.0.1132.43  | 2012-06-26                                                                   | 536.10        | 3.10.6.0     | 윈도우 맥 리눅스 | 실험기능으로 터치 최적화 UI 추가 |
| 21.0.1180.60  | 2012-07-31                                                                   | 537.1         | 3.11.10.6    | 윈도우 맥 리눅스 | Media Stream API 기본적으로 활성화, Gamepad API 프로토타입 기본적으로 활성화, HTML5 오디오/비디오 와 웹 오디오가 '24-비트 PCM 웨이프 파일'을 지원 |
| 22.0.1229.79  | 2012-09-25                                                                   | 537.4         | 3.12.19.4    | 윈도우 맥 리눅스 | TLS 1.1 기본적으로 지원, 새로운 방식의 패키지 앱을 기본적으로 활성화, 새로운 메뉴 아이콘, 색 관리 ICC v2 프로파일 기본적으로 지원 |
| 23.0.1271.64  | 2012-11-06                                                                   | 537.10        | 3.13.7.5     | 윈도우 맥 리눅스 | 추적금지(Do Not Track) 시행, 같은 상황에서 그래픽칩셋 가속시 전력소비 효율 25% 증가, 사이트 접근 컨트롤 제어, 맥 또한 PPAPI 플래시 플레이어 (또는 Pepper-based 플래시 플레이어)로 대체됨, 새 탭을 열때 새로운 크롬 웹 스토어 아이콘 |
| 24.0.1312.52  | 2013-01-10                                                                   | 537.17        | 3.14.5.0     | 윈도우 맥 리눅스 | MathML 지원, HTML5 데이터리스트 요소 지원, 실험기능으로 CSS 커스텀 필터 추가 |
| 25.0.1364.97  | 2013-02-21                                                                   | 537.22        | 3.15.11.1    | 윈도우 맥 리눅스 | Opu 오디오 지원, [VP9]] 비디오 지원, 외부 확장기능 제어 향상 |
| 26.0.1410.43  | 2013-03-26                                                                   |               |              | 윈도우 맥 리눅스 | Ask Google for suggestion 스펠링체킹 기능 향상, 다중사용자를 위한 바로가기 추가(윈도우) |
| 27.0.1453.93  | 2013-05-21                                                                   |               |              | 윈도우 맥 리눅스 | 웹페이지 로딩 속도 평균 5% 향상, 새로운 API 추가 |
| 28.0.1500.71  | 2013-07-09                                                                   | 537.36        | 3.18.5.9     | 윈도우 맥 리눅스 | 웹킷 엔진을 블링크 엔진으로 교체, 알림 기능 확장 |
| 29.0.1547.58  | 2013-08-20                                                                   |               |              | 윈도우 맥 리눅스 | |
| 30.0.1599.66  | 2013-10-01                                                                   |               |              | 윈도우 맥 리눅스 | 더 쉬워진 이미지 검색 기능, 안정성과 성능향상을 위한 변화 |
| 31.0.1650.48  | 2013-12-12                                                                   |               |              | 윈도우 맥 리눅스 | |
| 32.0.1700.77  | 2014-01-14                                                                   |               |              | 윈도우 맥 리눅스 | 사운드, 캠 등의 작동여부 탭에 표시, 윈도우 8용 메트로 모드, 멀웨어 자동블록, 다양한 앱과 확장프로그램에 대한 API |
| 33.0.1750.117 | 2014-02-20                                                                   |               |              | 윈도우 맥 리눅스 | |
| 34.0.1847.116 | 2014-04-08                                                                   |               |              | 윈도우 맥 리눅스 | |
| 35.0.1916.114 | 2014-05-20                                                                   |               |              | 윈도우 맥 리눅스 | 새로운 자바스크립트 기능 |
| 36.0.1985.125 | 2014-07-16                                                                   |               |              | 윈도우 맥 리눅스 | 알림기능 향상, 익명모드와 게스트모드의 디자인 변경, 리눅스에서의 크롬앱런처 추가 |
| 37.0.2062.94  | 2014-08-26                                                                   |               |              | 윈도우 맥 리눅스 | |
| 38.0.2125.101 | 2014-10-07                                                                   |               |              | 윈도우 맥 리눅스 | |
| 39.0.2171.65  | 2014-12-18                                                                   |               |              | 윈도우 맥 리눅스 | 맥에서의 64비트 지원 |
| 40.0.2214.91  | 2015-01-21                                                                   |               |              | 윈도우 맥 리눅스 | pdf 파일 인쇄 기능 지원 |
| 41.0.2272.76  | 2015-03-03                                                                   | 4.1.0.21      |              | 윈도우 맥 리눅스 | |
| 42.0.2311.90  | 2015-04-14                                                                   | 4.2.77.14     |              | 윈도우 맥 리눅스 | 푸시 알림 API추가, 새로운 북마크 인터페이스 |
| 43.0.2357.65  | 2015-05-19                                                                   | 4.3.61.21     |              | 윈도우 맥 리눅스 | |
| 44.0.2403.89  | 2015-07-21                                                                   | 4.4.63.19     |              | 윈도우 맥 리눅스 | 동영상 재생 퍼포먼스 개선 |
| 45.0.2454.85  | 2015-09-01                                                                   | 4.5.103.29    |              | 윈도우 맥 리눅스 | 플래시 광고 기본 차단, NPAPI 지원 중단, 메모리 사용량 약 10% 감소, 배터리 효율 증가 |
| 46.0.2490.71  | 2015-10-13                                                                   | 4.6.85.25     |              | 윈도우 맥 리눅스 | HTTPS 아이콘 표시 간략화 |
| 47.0.2526.73  | 2015-12-01                                                                   | 4.7.80.23     |              | 윈도우 맥 리눅스 | 알림기능 개선.알림센터 삭제 |
| 48.0.2564.82  | 2016-01-20                                                                   | 4.8.271.17    |              | 윈도우 맥 리눅스 | |
| 49.0.2623.75  | 2016-03-02                                                                   | 4.9.385.28    |              | 윈도우 맥 리눅스 | 윈도우 XP/윈도우 비스타/OS X 10.6~10.8을 지원하는 마지막 버전. |
| 50.0.2661.75  | 2016-04-13                                                                   | 5.0.71.32     |              | 윈도우 맥 리눅스 | 푸시 알림 개선 |
| 51.0.2704.63  | 2016-05-25                                                                   | 5.1.281.47    |              | 윈도우 맥 리눅스 | 로그인 경험 개선, 전력소비 개선 |
| 52.0.2743.82  | 2016-07-20                                                                   | 5.2.361.43    |              | 윈도우 맥 리눅스 | |
| 53.0.2785.89  | 2016-08-31                                                                   | 5.3.332.37    |              | 윈도우 맥 리눅스 | |
| 54.0.2840.59  | 2016-10-12                                                                   | 5.4.500.31    |              | 윈도우 맥 리눅스 | |
| 55.0.2883.75  | 2016-12-01                                                                   | 5.5.372.29    |              | 윈도우 맥 리눅스 | RAM 누수 현상 30% 개선 |
| 56.0.2924.76  | 2017-01-25                                                                   | 5.6.326.42    |              | 윈도우 맥 리눅스 | Web Bluetooth 지원, HTTPS가 적용되지 않은 패스워드 입력창과 결제창에서 주소표시줄에 "Not Secure" 메시지 표시, 페이지 리로딩 속도 28% 향상 |
| 57.0.2987.133 | 2017-03-29                                                                   | 5.7.492.63    |              | 윈도우 맥 리눅스 | 백그라운드 탭 작동 변경으로 에너지 소비 감소 |
| 58.0.3029.41  | 2017-03-29                                                                   | 5.8.283.12    |              | 윈도우 맥 리눅스 | |
| 59.0.3053.3   | 2017-03-28                                                                   | 5.9.50.0      |              | 윈도우 맥 리눅스 | |
| 59.0.3059.0   | 2017-04-01                                                                   |               |              | 윈도우 맥 리눅스 | |
| 59.0.3071     | 2017-06-05 (Linux, macOS, and Windows) 2017-06-06 (iOS) 2017-06-06 (Android) | Blink 59      | 5.9.211      | 윈도우 맥 리눅스 | |
| 60.0.3112     | 2017-07-25 (Linux, macOS, and Windows) 2017-07-25 (iOS) 2017-07-31 (Android) | Blink 60      | 6.0.286      | 윈도우 맥 리눅스 | |
| 61.0.3163     | 2017-09-05 (Linux, macOS, and Windows) 2017-09-05 (iOS) 2017-09-05 (Android) | Blink 61      | 6.1.534      | 윈도우 맥 리눅스 | |
| 62.0.3202     | 2017-10-17 (Linux, macOS, and Windows) 2017-10-18 (iOS) 2017-10-19 (Android) | Blink 62      | 6.2.414      | 윈도우 맥 리눅스 | |
| 63.0.3239     | 2017-12-05 (iOS) 2017-12-05 (Android) 2017-12-06 (Linux, macOS, and Windows) | Blink 63      | 6.3.292      | 윈도우 맥 리눅스 | |
| 64.0.3282     | 2018-01-23 (Android) 2018-01-24 (iOS) 2018-01-24 (Linux, macOS, and Windows) | Blink 64      | 6.4.388      | 윈도우 맥 리눅스 | |
| 65.0.3325     | 2018-03-06 (Linux, macOS, and Windows) 2018-03-06 (iOS) 2018-03-06 (Android) | Blink 65      | 6.5.254      | 윈도우 맥 리눅스 | |
| 66.0.3359     | 2018-04-17 (Linux, macOS, and Windows) 2018-04-17 (iOS) 2018-04-17 (Android) | Blink 66      | 6.6.346      | 윈도우 맥 리눅스 | |
| 67.0.3396     | 2018-05-29 (Linux, macOS, and Windows) 2018-05-29 (iOS) 2018-05-31 (Android) | Blink 67      | 6.7.288      | 윈도우 맥 리눅스 | |
| 68.0.3440     | 2018-07-24 (iOS) 2018-07-24 (Linux, macOS, and Windows) 2018-07-24 (Android) | Blink 68      | 6.8.275      | 윈도우 맥 리눅스 | |
| 69.0.3497     | 2018-09-04 (Linux, macOS, and Windows) 2018-09-04 (iOS) 2018-09-04 (Android) | Blink 69      | 6.9.427      | 윈도우 맥 리눅스 | |
| 70.0.3538     | 2018-10-16 (Linux, macOS, and Windows) 2018-10-16 (iOS) 2018-10-17 (Android) | Blink 70      | 7.0.276      | 윈도우 맥 리눅스 | |
| 71.0.3578     | 2018-12-04 (Linux, macOS, and Windows) 2018-12-04 (iOS) 2018-12-04 (Android) | Blink 71      | 7.1.302      | 윈도우 맥 리눅스 | |
| 72.0.3626     | 2019-01-29 (Linux, macOS, and Windows) 2019-01-29 (iOS) 2019-01-29 (Android) | Blink 72      | 7.2.502      | 윈도우 맥 리눅스 | |
| 73.0.3683     | 2019-03-12 (Linux, macOS, and Windows) 2019-03-12 (iOS) 2019-03-12 (Android) | Blink 73      | 7.3.492      |                  | |
| 74.0.3729     | 2019-04-23 (Linux, macOS, and Windows) 2019-04-24 (Android) 2019-04-29 (iOS) | Blink 74      | 7.4.288      |                  | |
| 75.0.3770     | 2019-06-04 (Linux, macOS, and Windows) 2019-06-04 (iOS) 2019-06-04 (Android) | Blink 75      | 7.5.288      |                  | |
| 76.0.3809     | 2019-07-30 (Linux, macOS, and Windows) 2019-07-30 (iOS) 2019-07-30 (Android) | Blink 76      | 7.6.303      |                  | |
| 77.0.3865     | 2019-09-10 (Linux, macOS, and Windows) 2019-09-10 (iOS) 2019-09-10 (Android) | Blink 77      | 7.7.299      |                  | |
| 78.0.3904     | 2019-10-22 (iOS) 2019-10-22 (Android) 2019-10-22 (Linux, macOS, and Windows) | Blink 78      | 7.8.279      |                  | |
| 79.0.3945     | 2019-12-10 (iOS) 2019-12-10 (Linux, macOS, and Windows) 2019-12-10 (Android) | Blink 79      | 7.9.317      |                  | |
| 80.0.3987     | 2019-12-11 (iOS) 2019-12-19 (Linux, macOS, and Windows) 2019-12-19 (Android) | Blink 80      | 8.0          |                  | Current Beta channel |
| 81.0          | 2019-12-12 (iOS) 2019-12-19 (Linux, macOS, and Windows) 2019-12-20 (Android) | Blink 81      | 8.1          |                  | Current Dev channel |
| 81.0          | 2019-12-07 (Windows and macOS) 2019-12-07 (Android)                          | Blink 81      | 8.1          |                  | Current Canary channel |
| 주요 버전     | 출시 날짜                                                                    | 레이아웃 버전 | V8 엔진 버전 | 운영체제 지원    | 중요 변경내용 |

## 배포 버전

### 안정판(Stable)
- 베타 버전의 안정화 버전을 바탕으로 한다.
- 알려진 버그와 오랜 기간 동안 테스트를 거친 새로운 기능이 추가된다.
- 안정화 버전은 새로운 기능과 성능보다는 안정적인 사용에 초점이 맞춰져 있다.
- 일반적으로 배포되는 크롬이 안정화 버전이다.

### 시험판(Beta)
- 개발자 버전의 안정화 버전을 바탕으로 한다.
- 보통 한 달 업데이트 주기를 가진다.
- 안정화 버전과 개발자 버전의 중간 단계
- 아래의 버전들보다는 비교적 안정적인 편이다.
- 약간의 안정성을 희생하더라도 최신 기술을 체험해보길 원하는 일반사용자들에게 적합하다.

### 개발자판(Dev)
- 최신 크로미엄의 안정화 버전을 바탕으로 한다.
- 새로운 버전이 매주 업데이트되며 간혹 치명적 문제점은 그 보다 더 빨리 수정되곤 한다.
- 최신 웹키트 레이아웃 엔진과 V8 자바스크립트 엔진이 업데이트된다.
- 알 수 없는 오류 혹은 안정화되지 않은 기능으로 인한 데이터 손실 등을 감수하고 새로운 기능을 써보고 싶은 하이엔드 사용자에게 적합.

### 카나리(Canary Build)
- 기존 베타, 개발자 버전을 설치할 때 안정화 버전과 겹쳐 설치가 되는 문제를 해결하기 위하여 최신 크로미움 버전과 동일한 버전을 다른 폴더에 중복 설치하는 버전이다.
- 항상 최신 버전을 유지한다. 따라서 거의 매일 패치된다.
- 기존 크롬과 달리 노란색 아이콘으로 표시된다.
- 플러그인 충돌과 같은 문제가 발생할 수 있으며 예상치 못한 버그가 발생할 수 있다.
- 매우 높은 위험성과 버그들을 감수할 수 있는 얼리어답터들에게 적합하다.
- 매킨토시, 마이크로소프트 윈도우, 안드로이드에서 쓸수 있다.

## 시장 점유율

스탯카운터에 따르면 2012년 7월 구글 크롬의 시장 점유율은 33.81%이다.

### 버전별 시장 점유율
아래 표는 스탯카운터의 2015년 2월 1일부터 28일까지의 데스크탑 브라우저 점유율 통계이다.
| 스탯카운터 | 스탯카운터  | 스탯카운터  |
| 버전       | 시장 점유율 | 지난달 대비 |
| ---------- | ----------- | ----------- |
| 크롬 36.0  | 1.07%       |             |
| 크롬 37.0  | 1.22%       | -0.06%p     |
| 크롬 38.0  | ??          | ??          |
| 크롬 39.0  | 2.94%       | -29.43%p    |
| 크롬 40.0  | 40.85%      | +31.15%p    |
| 모든 버전  | 52.27%      | +0.55%p     |

### 세계 웹 브라우저 시장에서 점유율
| 소스       | 구글 크롬 | 인터넷 익스플로러 | 파이어폭스 | 사파리 | 엣지  | 기타  |
| ---------- | --------- | ----------------- | ---------- | ------ | ----- | ----- |
| 스탯카운터 | 58.37%    | 9.80%             | 13.92%     | 9.61%  | 2.87% | 5.43% |
| W3카운터   | 58.10%    | 7.79%             | 12.40%     | 12.70% | 1.71% | 0.00% |
| 클리키     | 54.21%    | 15.96%            | 16.40%     | 7.73%  | 4.42% | 1.25% |

2016년 8월 기준 구글 크롬은 전 세계 시장 점유율 1위를 차지하고 있다. 분석 기준이 다르기 때문에 업체간 결과 수치에 차이가 있다.

### 국내 웹 브라우저 시장에서의 점유율
국내 웹로그 분석 업체인 Bizspring의 2018년 4/4분기 분석에 따르면(모바일+PC), 구글 크롬이 44.09%로 우위를 보이며, 인터넷 익스플로러(29.51%)와 모바일 사파리(17.56%)가 그뒤를 따르고 있다.

## 기능
- F12를 눌러 나오는 개발자 도구로 웹사이트의 코드를 실시간으로 고칠 수 있다.
- 주소 자동 완성 기능과 검색 기능 갖춘 검색주소창(Omnibox)
- V8 자바스크립트 가상 머신 탑재
- 시크릿 모드(인코그니토, Incognito)라 불리는 개인 정보 보호 모드[53] 이 모드를 열면 사용자 정보를 수집하거나 공유하는 웹사이트, 방문 페이지를 추적하는 인터넷 서비스 제공업체 또는 고용주, 무료 이모티콘을 제공하는 대신 키 입력을 추적하는 악성 소프트웨어, 비밀 요원의 감시, 뒤에 서 있는 사람에 대해 주의하라는 경고 메시지가 나타난다.
- 주소창과 도구 모음이 없는 창을 통해 웹 애플리케이션 직접 구동 가능
- 피싱 사이트나 유해 소프트웨어 차단 정보를 구글 세이프 브라우징 API를 통해 자동으로 갱신
- 웹키트 레이아웃 엔진 사용
- 보안(keyFunction)과 신뢰성 향상을 위해 개별 탭에 대한 프로세스를 분리
- 기어와의 통합
- 독립적인 탭, 자체적인 작업 관리자 기능
- 탭을 합치거나 별도의 창으로 분리할 수 있다.
- 기타 향상된 보안 기능들 (향상된 팝업창 차단 등)
- 다양한 확장기능 설치 (구글 크롬 확장 프로그램)
- 테마 적용
- 구글 문서 도구와 연동되는 북마크·확장기능 동기화
- 구글 번역을 이용한 웹페이지 자동 번역
- IE를 탭으로 사용하도록 가능한 기능 익스플로러 사용 IE 탭 멀티 (Enhance)[54]
- GPU 가속을 지원한다. 다만, 설정을 따로 해야한다. (카나리아는 변수를 지정해야하고 나머지 버전은 '실험실 기능'에서 골라쓰면 된다.)

### 크롬 About 주소명령체계
크롬은 애플리케이션을 활용하기 위해 웹사이트나 파일 대신 프로그램내 특수한 주소명령체계를 이용하고 있다. 다음은 그 목록이다.
- about:about - about 페이지들의 목록.
- about:blank - 빈 페이지.
- about:cache - 구글 크롬으로 캐시된 모든 웹 페이지의 목록.
- about:conflicts - 메인 프로세스에 로드된 모듈과 마지막 시점에서 등록된 모듈.
- about:crash - 현재의 페이지를 충돌시킨다.
- about:credits - 만든이들, 사용된 라이선스, 그리고 크롬을 만들때 쓰인 모든 소프트웨어들의 링크
- about:dns - DNS 프리패칭(prefetching) 엔진 검사.
- about:gpu - GPU가속 디버깅을 위해 보조 사용되는 그래픽 카드 정보.
- about:histograms - 내부적으로 실행한 명령의 자세한 히스토그램을 볼 수 있다.
- about:memory - 사용된 메모리.
- about:net-internals - 네트워크 검사.
- about:flags - 실험적인 브라우저 기능들.[56]
- about:plugins - 설치된 플러그인들의 목록, (확장프로그램이 아니다) 또한 점검을 위해 플러그인 사용중지 기능이 지원된다.
- about:sync - 동기화 엔진 검사.
- about:tcmalloc - 마지막 페이지 로드 상태.
- about:terms - 크롬 서비스 약관.
- about:version, about: - 크롬, 웹키트, V8, 그리고 실행에 이용된 명령줄 옵션.
- chrome://accessibility - 접근성 기능 On/Off, 접근성 트리정보 확인
- chrome://bookmarks - 북마크 관리자.
- chrome://downloads - 다운로드 관리자.
- chrome://extensions - 확장프로그램 관리자.
- chrome://history - 방문 기록.
- chrome://print - 프린트 미리보기
- chrome://settings - 크롬 설정.
- chrome://view-http-cache - 캐시된

```
HTTP
 개체.
```

- chrome://dino - 인터넷이 연결되어 있을 때도 가능한 공룡 게임.
- view-cache:url - 고급설정 캐시의 자세한 부분 중 일부를 볼 수 있다.
- view-source:url - 특정 URL의 소스코드 보이기.

## 시스템 요구사항
최적의 크롬을 사용하려면 다음의 사항이 필요하다.
- 윈도우: 윈도우 7[58], 인텔 펜티엄 4 또는 그 이상, 100 MB 여유 용량, 128 MB 메모리/윈도우 8 혹은 그 이상
- 맥 OS X: 10.9.0 또는 그 이상[59], 인텔 (PPC 제외), 100 MB 여유 용량, 128 MB 메모리
- 리눅스: 우분투 8.04 또는 그 이상 / 데비안 5 / 오픈수세 11.1, 인텔 펜티엄 3 / 애슬론 64 또는 그 이상, 100 MB 여유 용량, 128 MB 메모리

특히 우분투 및 데비안 계열에서의 '사용자 식별 인증키 설정 요구사항'을 만족하는 안정화 버전의 크롬 설치과정은 gdebi라는 패키징 도구에 최적화되어있다.
또한 어드밴스트 패키징 툴(APT)에의한 배포 버전들의 설치도 지원된다.  한편 IBM 레드햇 계열의 페도라는 DNF 차원에서 레포지토리 설정후 설치를 지원한다.

## 그 외
- 64비트 지원: 크롬 37에서 윈도우까지 64비트를 지원하게 되어 모든 운영체제에서 64비트를 지원하고 있다.
- SPDY와 HTTP/2: HTTP/2 표준 선정에 SPDY가 많은 기여를 하였으며 HTTP/2 규격이 발표됨에 따라 구글에서는 SPDY 포기하고 HTTP/2에 집중할 것을 선언하였다.[62]

## 기타 브라우저
쿨노보
쿨노보(옛 명칭 크롬플러스)는 중국의 메이플 스튜디오에서 크로미엄을 기반으로 만든 웹 브라우저이다. 구글 크롬과 달리 IE 탭, 마우스 제스처 등의 기능을 부가 기능 설치 없이 이용할 수 있다. 대신 보안 업데이트가 느리기 때문에 보안이 취약하다.
크로미엄
크로미엄(Chromium)은 오픈 소스 웹 브라우저 프로젝트이며 주로 최신 기술을 시험하는 테스트 베드 역할로 공식 프로젝트인 구글 크롬의 바탕이 되는 브라우저이다.
SR웨어 아이언
SR웨어 아이언(SRWare Iron)은 크로미엄을 기반으로 구현된 오픈 소스 웹 브라우저이다. 구글 크롬과 달리 사용 추적(Usage tracking) 등의 기능이 제거되어 있고, 광고 차단(Ad-block) 기능이 내장되어 있다.

## 공룡 게임
공룡 게임(Dino game)은 일종의 이스터 에그로 주소창에서 'chrome://dino'를 통해 보이는 '인터넷 없음 오류' 화면에서 스페이스바를 눌러서 시작할 수 있는 크롬 브라우저에 내장되어 제공하는 게임이다.
컴퓨터에선 스페이스바로 점프를 하며 또한 스마트폰 버전에서는 터치로 게임을 시작하고 점프할 수 있다.

## 같이 보기
- 웹 브라우저 목록
- 구글
- 구글 크롬 OS
- 크로미엄 OS
- 블링크